# Quốc vương

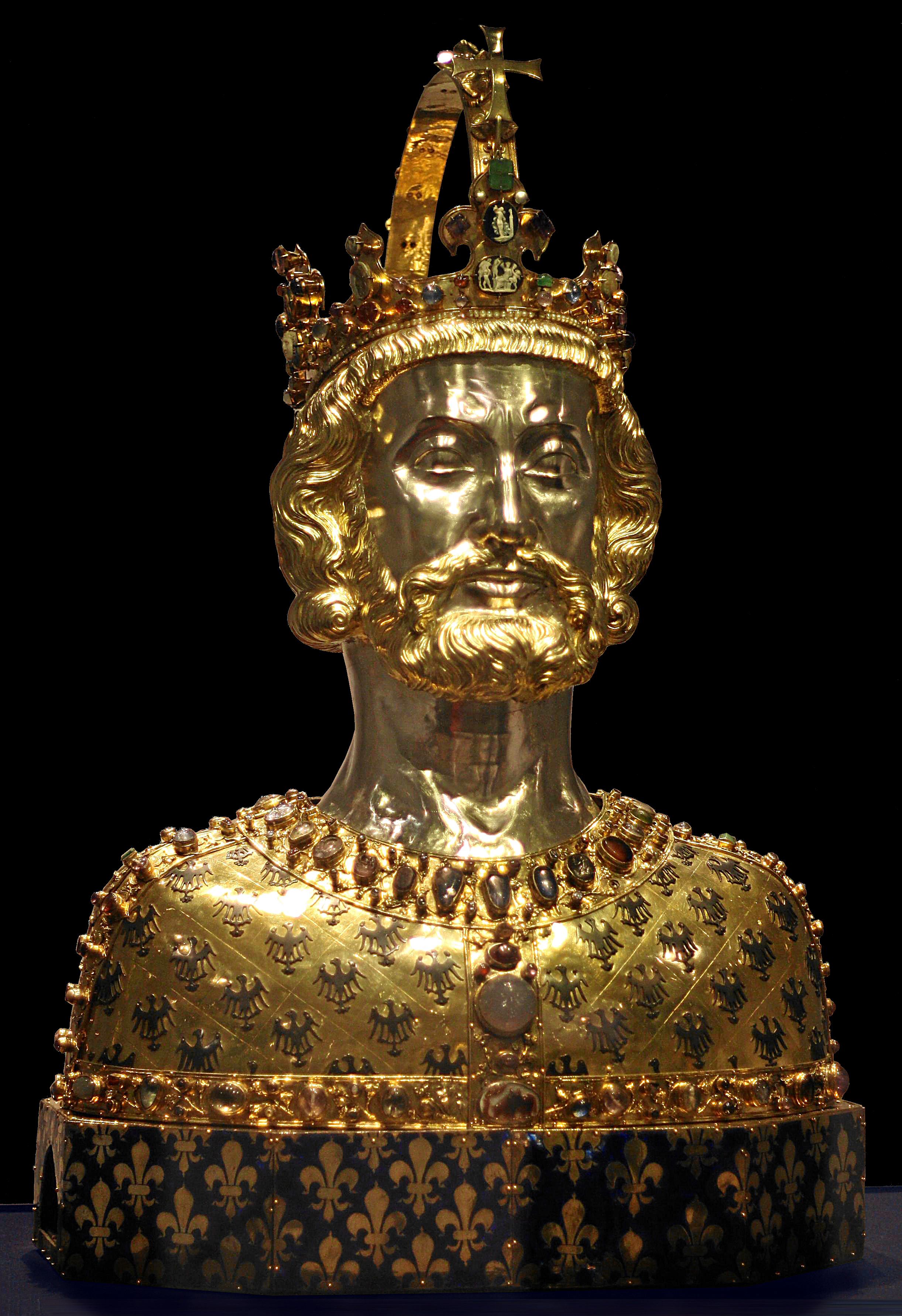
Charlemagne hay Charles Đại đế (748–814) là Quốc vương của người Frank, Quốc vương của người Lombard và là Hoàng đế La Mã Thần thánh đầu tiên. Do những thành tựu quân sự và chinh phục của mình, ông được mệnh danh là "Người Cha của châu Âu".

Quốc vương là tước hiệu được trao cho một vị quân chủ nam giới trong nhiều bối cảnh khác nhau. Một quốc vương là một quân chủ chuyên chế nếu ông nắm giữ các quyền lực của chính phủ mà không có hạn chế hoặc toàn bộ chủ quyền đối với một quốc gia; quốc vương chuyên chế, khi ông nắm giữ toàn bộ quyền lập pháp, tư pháp và hành pháp. Quốc vương là một quân chủ hạn chế nếu quyền lực của mình được giới hạn bởi luật cố định; khi quyền lập pháp hoặc tư pháp, hoặc cả hai, được nhà vua trao cho người khác. Các quốc vương là quân chủ thế tập khi họ nắm giữ quyền lực chính phủ theo quyền khai sinh hoặc quyền thừa kế, và được bầu chọn khi được đưa lên ngai vàng theo lựa chọn.
- Trong bối cảnh các dân tộc bản địa thời tiền sử, cổ xưa và đương đại, danh hiệu này có thể ám chỉ vương quyền của bộ lạc. Vương quyền của người Đức có cùng nguồn gốc với truyền thống cai trị bộ lạc của người Ấn-Âu (xem rājan Ấn Độ, reiks Gothic và rí Ireland cổ, v.v.).
- Trong bối cảnh cổ điển, quốc vương có thể dịch bằng tiếng Latin là rex và trong tiếng Hy Lạp là archon hoặc basileus.
- Trong chế độ phong kiến châu Âu cổ điển, danh hiệu quốc vương với tư cách là người cai trị một vương quốc được hiểu là cấp bậc cao nhất trong trật tự phong kiến, có khả năng chỉ thuộc về một hoàng đế, ít nhất trên danh nghĩa, (quay trở lại các quốc vương chư hầu của Cộng hòa La Mã và Đế chế La Mã).[1]
- Trong bối cảnh hiện đại, tước hiệu này có thể dùng chỉ người cai trị của một trong số các chế độ quân chủ hiện đại (có thể là chuyên chế hoặc lập hiến). Tước hiệu quốc vương được sử dụng cùng với các tước hiệu khác dành cho các quân chủ: ở phương Tây, hoàng đế, đại thân vương, hoàng tử, đại thân vương Áo, công tước hoặc đại công tước; và trong thế giới Hồi giáo, malik, sultan, emir hoặc hakim, v.v. [2]
- Mỗi thành bang của Đế quốc Aztec đều có một tlatoani. Đây là những quốc vương của Trung Mỹ thời tiền Tây Ban Nha. Huey Tlatoani là hoàng đế của Aztec.[3]

Thuật ngữ quốc vương cũng có thể đề cập đến một vương tế, một danh hiệu đôi khi được trao cho chồng của một nữ vương, nhưng danh hiệu vương phu phổ biến hơn.